# 田沼意知
田沼 意知（たぬま おきとも）は、江戸時代中期の遠江国相良藩の世嗣。若年寄。官位は従五位下・大和守、播磨守、山城守。

## 生涯

### 若年寄就任
老中を務めた遠江国相良藩主・田沼意次の嫡男として誕生した。母は黒沢定紀の娘。
明和4年（1767年）、19歳にして従五位下・大和守に叙任する。松平輝高の没後の天明元年（1781年）12月15日には奏者番、天明3年（1783年）に意次の世子の身分のまま若年寄となり、意次が主導する一連の政治を支えた。これは徳川綱吉時代に老中大久保忠朝の子・忠増が世子のまま若年寄になって以来の異例な出世である。また、老中である父が奥詰めも同時に果たしたように、若年寄でありながら奥詰めもした。

### 最期

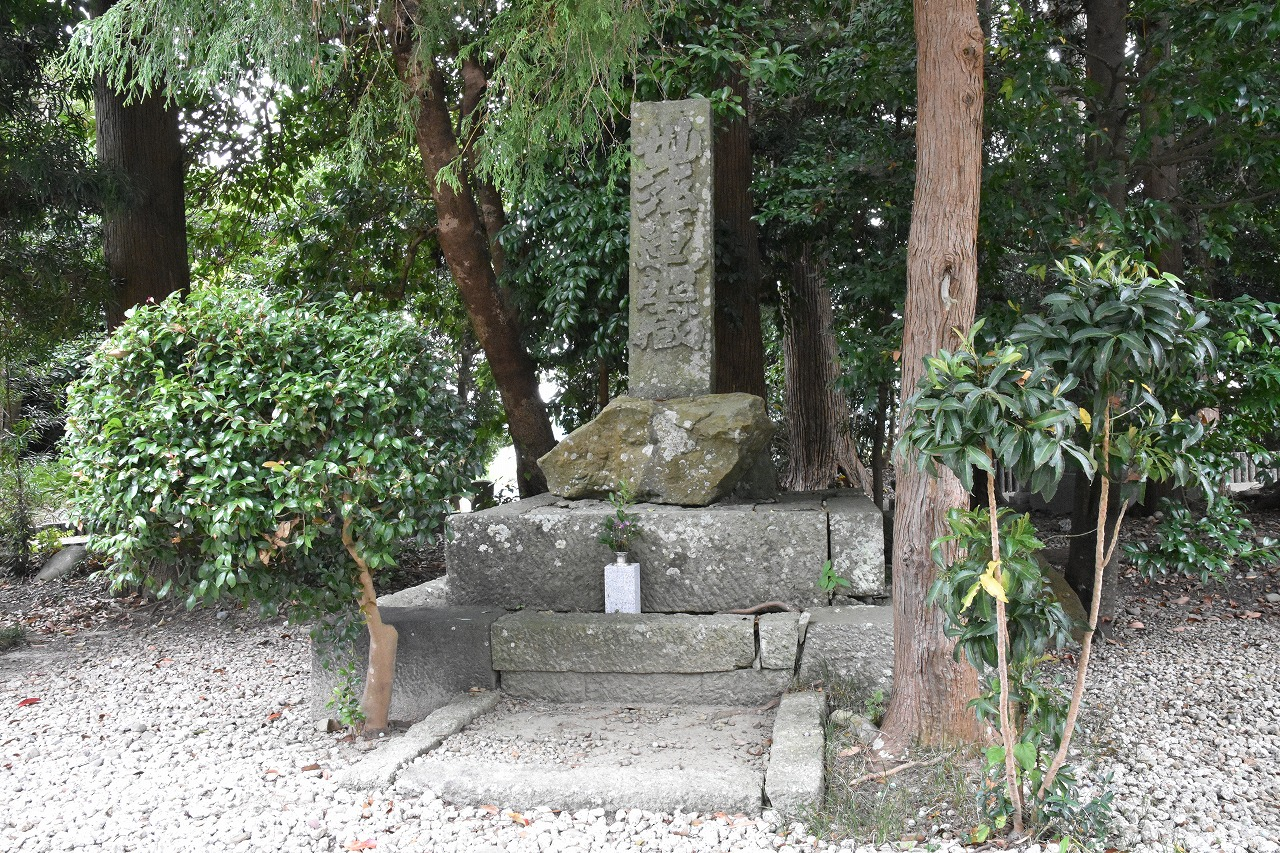
静岡県牧之原市の平田寺にある田沼意知の供養塔。

天明4年（1784年）3月24日正午頃、江戸城内の若年寄部屋から退出し、中之間に入ろうとしていたところ、桔梗の間に控えていた新番士の佐野政言に「御覚有るべし」と声をかけられて斬りつけられた。意知は初太刀で肩先を三寸ほど、深さは七分ほど斬られた。意知はよろけながらも桔梗の間に向けて逃走したが、佐野はそれを追い詰め、大廊下で転倒したところをその腹部めがけて突き刺そうとして、股を骨に達するほど深く刺した。意知はなおも逃れ、大廊下の新番所側にある暗がりに倒れ込んだ。佐野が意知を見失ったところ、大目付の松平対馬守忠郷が走り出て取り押さえ、目付の柳生久通によって脇差を取り上げられた。意知は抜刀しなかったが、指が一本落ちるほどに切りつけられていた。
意知は重傷であったが存命であり、番医師の峯岸春庵・天野良順の治療を受け、直ちに駕籠に乗せられて神田橋の意次邸に運ばれた。しかし、肩と股の傷は骨にまで達する深さで、治療のしようがなく、この傷がもとで4月2日未明に死去した。享年36。戒名は仁良院殿光嶽元忠大居士、墓所は勝林寺。
この暗殺に対して世間は佐野を賞賛し、意知に対しては冷たかった。意知の葬儀は没した日の夕方に行われたが、前日に付近で火事があったために町火消の人足が多く集まっており、石や馬沓を投げたり悪口を浴びせるものもいたとされる。また同じ頃に行われた松平右近将監の葬儀を意知のものと勘違いして石を投げるものもいたとされる。さらに「斬られた馬鹿年寄と聞くとはや、山もお城もさわぐ新番（「馬鹿年寄」「山もお城」は山城守であった若年寄の意知、新番は佐野が新番士であったことにかけている）」、「山城の城の御小袖血に染ミて赤年寄と人はいふなる」といった落書や、「おらは田沼を憎むじやないが、ザンザ 独息子も殺された、オヨ佐野シンザ 血ばザンザ よい氣味じやエー」という戯れ歌（さんさ節）も広まった。
父子ともに現役の幕閣であったため、意次と別居するために田沼家中屋敷または下屋敷へ移ったが、新たな屋敷を構えたのは暗殺の直前であった。江戸市民の間では、佐野を賞賛して田沼政治に対する批判が高まり、幕閣においても松平定信ら反田沼派が台頭することとなった。江戸に意知を嘲笑う落首が溢れている中、オランダ商館長イサーク・ティチングは「鉢植えて 梅か桜か咲く花を 誰れたきつけて 佐野に斬らせた」という謡曲『鉢木』に因んだ落首を世界に伝え、「田沼意知の暗殺は幕府内の勢力争いから始まったものであり、井の中の蛙ぞろいの幕府首脳の中、田沼意知ただ一人が日本の将来を考えていた。彼の死により、近い将来起こるはずであった開国の道は、今や完全に閉ざされたのである」と書き残した。
意知の死後、意次の権勢は急速に翳りを見せるようになり大きな打撃を与えた。この事件から2年半後に意次は失脚して隠居し、意次の跡は、意知の長男・意明（当時の名乗りは幼名の龍助）が継いだ。しかし、後見した意次が間もなく没し、意明も夭折した。その跡を継いだ次男・意壱、四男・意信のいずれも早世し、意知の血筋は絶えた。田沼家の家督はその後、意知の従子にあたる意定、次いで意知の弟・意正が継いだ。

## 官歴
- 宝暦14年（1764年）1月28日：御目見（将軍：徳川家治）、菊間広縁詰
- 明和4年（1767年）12月16日：従五位下大和守
- 明和6年（1769年）9月1日：雁間詰
- 天明元年（1781年）閏5月11日：播磨守、12月15日：奏者番
- 天明2年（1782年）11月15日：山城守
- 天明3年（1783年）11月1日：若年寄、蔵米5,000俵
- 天明4年（1784年）4月2日：卒去

## 系譜
- 父：田沼意次（1719年 - 1788年）
- 母：黒沢定紀の娘
- 正室：松平康福の娘
- 生母不明の子女
  - 長男：田沼意明（1773年 - 1796年）
  - 次男：田沼意壱（1780年 - 1800年） - 意明の養子
  - 四男：田沼意信（1782年 - 1803年） - 意壱の養子
- 養子
  - 女子：稲葉正武正室、のち土方義苗正室、田沼意致の娘

## 関連作品
小説
- 稲葉稔 『邪鬼』 - 朝松健、えとう乱星 編著『伝奇城』収録
- 芦辺拓 『鶴屋南北の殺人』（2020年6月、原書房） - 佐野善右衛門の刃傷沙汰を『仮名手本忠臣蔵』の塩谷判官のそれに重ね合わせて描いている。
- 横溝正史 『神変稲妻車』 - 田沼時代を舞台とした冒険活劇風時代小説。意知の悪行が物語の大筋に深く関わっており、終盤に主人公たちとは無関係な意知の暗殺によって作中の陰謀が意味を失い、デウス・エクス・マキナ的に戦乱が突如終息する。
- 筑前助広『颯の太刀』（2024年2月、KADOKAWA） - 田沼時代を舞台とした青春剣劇。意知は主人公の後ろ盾として登場する。

漫画
- みなもと太郎 『風雲児たち』
- よしながふみ 『大奥』
- 原作：池波正太郎・漫画：大島やすいち 『剣客商売』

映画
- 剣光桜吹雪（1941年、日活、演：北龍二）
- 紫頭巾（1958年、東映 演：石井一雄）
- ふたり若獅子（1959年、東映 演：柳永二郎）
- 忍術使いと三人娘（1961年、東映 演：和崎隆太郎）
- 武士道残酷物語（1963年、東映 演：成瀬昌彦）
- 歌麿 夢と知りせば（1977年、演：堀内正美）

テレビドラマ
- 闇を斬れ（1981年、関西テレビ 演：原田大二郎）
- 栄花物語（1983年、TBS 演：西郷輝彦）
- 快傑黒頭巾（1990年、TBS 演：河原崎建三）
- 大江戸風雲伝（1994年、NHK 演：黒田アーサー）
- 殿さま風来坊隠れ旅（1994年、テレビ朝日 演：原田大二郎）
- 大江戸捜査網2015〜隠密同心、悪を斬る!（2015年、テレビ東京、演：高知東生）
- 陽炎の辻 完結編〜居眠り磐音 江戸双紙〜（2017年1月2日、NHK、演：滝藤賢一）
- 大奥（2024年、フジテレビ、演：佐々木誠）
- べらぼう〜蔦重栄華乃夢噺〜（2025年、NHK大河ドラマ、演：宮沢氷魚）